# Cinema dos Emirados Árabes Unidos

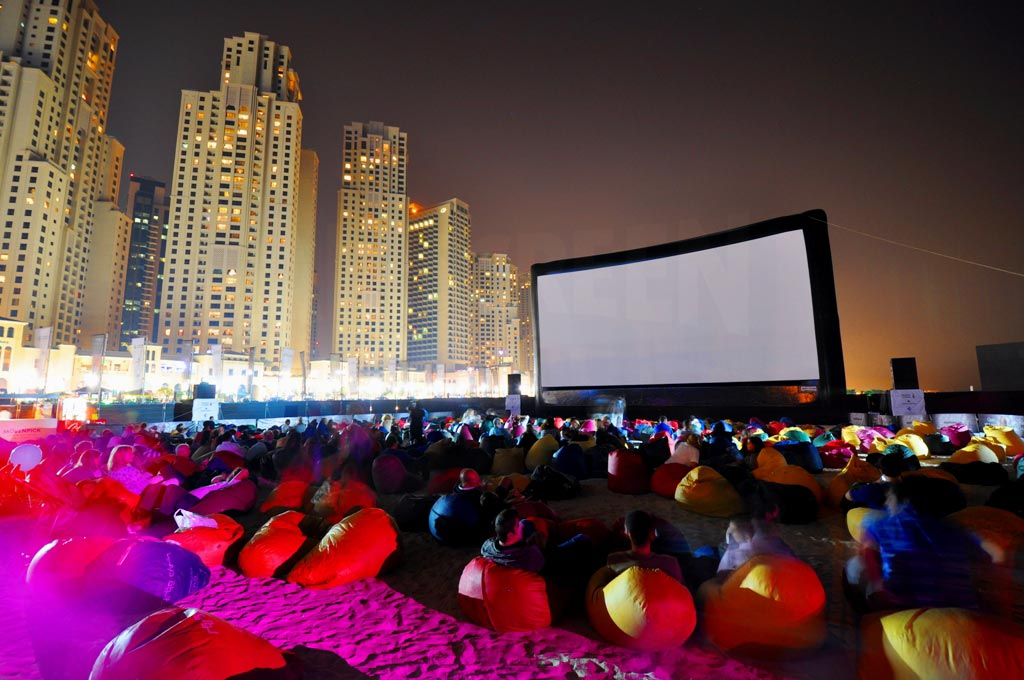
Ecrã gigante exibido no Festival Internacional de Cinema de Dubai na sua edição do ano 2010.

O cinema dos Emirados Árabes Unidos começou com uma série de produções cinematográficas que se emitiam na televisão nacional desde finais dos anos oitenta. Em 1988, o filme Aber Sabeel, do director Ali Al Abdool, converteu-se na primeira longa-metragem produzida no país.
Na década de 2000 a produção de filmes e documentários começou a fazer-se mais notória no país, ainda que ainda não goze de um pleno desenvolvimento e importância como se pode apreciar em outros países do mundo árabe como o Egipto ou o Líbano. O evento relacionado com o cinema mais importante celebrado nos Emirados Árabes Unidos é o Festival Internacional de Cinema de Dubai, que desde o ano de 2004 apresenta as produções cinematográficas mais destacadas da região.

## Filmes dos Emirados Árabes Unidos
| Ano  | Título                      | Director                             | Partilha                                                                 | Género            | Notas                                      |
| ---- | --------------------------- | ------------------------------------ | ------------------------------------------------------------------------ | ----------------- | ------------------------------------------ |
| 1988 | Aber Sabeel                 | Ali Al Abdool                        | Aisha Abdulrahman, Bilal Abdullah                                        | Drama             | Primeiro filme do país                     |
| 1990 | Alteen Alakheer             | Jassim Jaber                         |                                                                          |                   | Telefilme                                  |
| 1996 | Makan Fil Qalb              | Mohammed Najib                       | Mohammed Al Amri, Moza Al Mazrooei, Sameera Ahmad                        | Drama             |                                            |
| 2005 | The Dream                   | Hani Al Shaibani                     | Nawaf Al Janahi, Ali Al Jabri, Abdulla Hassan Ahmed                      | Drama             | Primeiro filme distribuído por todo o país |
| 2006 | Tarab Fashion               | Mohamed Daham                        | Hassan Ballam, Mayssa Maghrebi                                           | Comédia           |                                            |
| 2006 | Haneen                      | Mohammad Al-Traifi                   | Fatima Abdulrahim, Moza AlMazrooei, Yalda                                | Drama             |                                            |
| 2006 | Eqaab                       | Majid Abdulrazak                     | Majid Albulrazak, Haifa Hussain, Mohammad Al Janahi                      | Drama             |                                            |
| 2008 | Arabian Sands               | Majid Abdulrazak                     | Abdullah Al Tararwah, Ali Tamimi, Majid Abdulrazak, Murad Fakhri Baluchi | Biográfico        | Baseada na novela do mesmo nome            |
| 2009 | The Circle                  | Nawaf Al Janahi                      | Abdulmohsin Al Nimer, Ali Al Jabri, Nawaf Al Janahi                      | Drama             |                                            |
| 2009 | Henna                       | Saleh Karama                         | Gazelle, Ayisha Hammed, Salem Obaid Al Raihi                             | Drama             |                                            |
| 2009 | The Return of Umm Al Duwais | Juma Al Sahli                        | Sameera Ahmad, Sogha                                                     | Horror            | Telefilme                                  |
| 2010 | City of Life                | Ali F. Mostafa                       | Habib Ghuloom, Saoud Al Kaabi                                            | Drama             |                                            |
| 2011 | Sea Shadow                  | Nawaf Al Janahi                      | Neven Madi, Omar Almulla                                                 | Drama             |                                            |
| 2013 | Bani Adam                   | Majid Abdulrazak                     | Abdulla Abdulaziz, Alaa Shaker                                           | Drama             |                                            |
| 2013 | Hob Malaki                  | Jamal Salem                          | Habib Ghuloom, Mansoor Al Feeli, Huda Salah                              | Romance           |                                            |
| 2013 | Djinn                       | Tobe Hooper                          | Abdulla Al Junaibi, Saoud Al Kaabi                                       | Horror            |                                            |
| 2014 | Grandmother's Farm          | Ahmed Zain                           | Saeed Al Sharyani, Khalid Alnuaimi, Yaser Al Neyadi                      | Horror            |                                            |
| 2014 | From A to B                 | Ali F. Mostafa                       | Fahad Albutairi, Shadi Alfons                                            | Drama             |                                            |
| 2014 | Sundress                    | Saeed Salmeen Ao Murry               | Habib Ghuloom, Marrai Alhalyan, Neven Madi, Ahmad Abdullah, Sophia Jawad | Drama             |                                            |
| 2014 | Abood Kandaishan            | Fadel AlMheiri                       | Abdulrahman Al Nakhi, Sawsan Saad                                        | Comédia           |                                            |
| 2014 | Dolphins                    | Waleed Al Shehhi                     | Reem Erhama, Khalid Ameen                                                | Aventura          |                                            |
| 2015 | Zinzana                     | Majid Alansari                       | Ali Suliman, Saleh Bakri                                                 | Suspenso          |                                            |
| 2015 | Going to Heaven             | Saeed Salmeen Ao Murry               | Jumaa Al Zaabi, Fatima Al Taei                                           | Drama             |                                            |
| 2015 | Grandmother's Farm 2        | Ahmed Zain                           | Saeed Al Sharyani, Khalid Alnuaimi, Yaser Al Neyadi                      | Horror            |                                            |
| 2015 | Abdullah                    | Humaid Al Suwaidi                    | Mansoor Al Feeli, Mohammed Al Hammadi, Fatima Al Taei, Alaa Shaker       | Drama             |                                            |
| 2016 | Dhay Fe Abu Dhabi           | Rakan                                | Hassan Hosny, Ahmed Saleh                                                | Comédia           |                                            |
| 2016 | Aerials                     | S A Zaidi                            | Saga Alyasery, Mansoor Al Feeli                                          | Ficção cientifica |                                            |
| 2016 | Hajwala                     | Ali Bin Muttar, Ibrahim Bin Mohammed | Anwar Aljabri, Sawsan Saad                                               | Action            |                                            |
| 2016 | A Drop of Blood             | Nasser Al Tamimi                     | Habib Ghuloom, Amal Mohammed                                             | Horror            |                                            |
| 2016 | Bilal: A New Breed of Hero  | Ayman Jamal, Khurram Alavi           | Adewale Akinnuoye-Agbaje, Jacob Latimore, Andre Robinson, Ian McShane    | Animação          |                                            |
| 2017 | The Worthy                  | Ali F. Mostafa                       | Ali Suliman, Habib Ghuloom                                               | Acção             |                                            |
| 2017 | Kart Ahmar                  | Nasser Al Tamimi                     | Bilal Abdulla, Badria Ahmed                                              | Desportos         |                                            |
| 2017 | Dhay Fe Thailand            | Rakan                                | Hassan Hosny, Ahmed Saleh                                                | Comédia           |                                            |
| 2017 | A Devaste of Shadows        | Tariq Alkazim                        | Almer Agmyren, Dijana Divjak, Chuka Ekweogwu                             | Suspenso          |                                            |
| 2017 | Lisa                        | Ahmed Zain                           | Ayman Khadim, Nasser Al Dhanhani, Ali Al Shehhi                          | Comédia           |                                            |
| 2017 | Only Men Go to the Grave    | Abdulla Al Kaabi                     | Abdelreza Nasari, Hebe Sabah, Awatif Salman, Saleema Yaqoub              | Drama             | Filme em iraquiano                         |
| 2018 | Awar Qalb                   | Jamal Salem                          | Abdulla Zaid, Juma Ali, Neven Madi, Marwa Rateb                          | Comédia           |                                            |
| 2018 | Fan of Amoory               | Saeed Salmeen Al-Murry               | Jumaa Al Zaabi, Mansoor Al Feeli, Alaa Shaker                            | Desportos         |                                            |
| 2018 | Wesalna Wela B'adna         | Aisha Al Zaabi                       | Ahmed Abdulrazaq, Fatima Al Hosani, Mariam Sultan                        | Comédia           |                                            |
| 2018 | Our Argentinian Maid        | Hamed Saleh                          | Ahmed Ahdy, Ahmed Al-Rekabi, Abdelrahman Al-Zaraoni                      | Comédia           |                                            |
| 2018 | Camera                      | Abdulla Al Junaibi                   | Humaid Alawadi, Yaser Alneyadi, Omar Almulla                             | Suspenso          |                                            |
| 2018 | Freej Al Taibeen            | Ahmed Zain                           | Ali Al Shehhi, Huda Alghanim, Khaled Al Nuaimi                           | Comédia           |                                            |
| 2018 | Until Midnight              | Tariq Al Kazim                       | Ahmed Khamis Ali, Chuka Ekweogwu                                         | Suspenso          |                                            |
| 2018 | Hajwala 2                   | Ibrahim bin Mohamed                  | Hussain Al Hosani, Ali Abdulla Ao Marzooqi, Abdulla Al Youssif           | Acção             |                                            |
| 2018 | Shabab Sheyab               | Yasir Al-Yasiri                      | Saad Al Faraj, Mansoor Al Feeli, Marie Ao Halyan                         | Comédia           |                                            |
| 2018 | 11 Days                     | Sudheer Konderi                      | Habib Ghuloom, Ahmed Al Hashimi                                          | Família           |                                            |
| 2019 | Rashid & Rajab              | Mohammed Saeed Harib                 | Marwan Abdulla, Shadi Alfons                                             | Comédia           |                                            |
| 2019 | Catsaway                    | Fadel AlMheiri                       |                                                                          | Animação          |                                            |

## Filmes filmados nos Emirados Árabes Unidos
- Mission Impossible 6 (Estados Unidos; 2018) filmado parcialmente em Abu Dabi
- Saaho (Índia; 2018) filmado parcialmente em Abu Dabi
- Race 3 (Índia; 2018) filmado parcialmente em Abu Dabi
- Tiger Zinda Hai (Índia; 2017) filmado parcialmente em Abu Dabi
- War Machine (Estados Unidos; 2017) filmado parcialmente em Abu Dabi
- Kung Fu Yoga (Chinesa; 2017) filmado parcialmente em Dubai
- Star Trek Beyond (Estados Unidos; 2016) filmado parcialmente em Dubai
- Star Wars: The Force Awakens (Estados Unidos; 2015) filmado parcialmente em Abu Dabi
- Dishoom (Índia; 2016) filmado parcialmente em Abu Dabi
- Airlift (Índia; 2016) filmado em Ras Al Khaimah
- Furious 7 (Estados Unidos; 2015) filmado parcialmente em Abu Dabi
- Madhura Naranga (Índia) 2015
- Jacobinte Swargarajyam (Índia) 2015
- Happy New Year (Índia; 2014) filmado em Dubai
- Switch (Chinesa; 2013) filmado em Dubai
- Casanovva (Índia; 2012)
- Oru Kal Oru Kannadi (Índia; 2012)
- Diamond Necklace (Índia) 2012
- Dam 999 (Índia; 2011) filmado parcialmente em Fujairah[2][3]
- Oru Marubhoomikkadha (Índia; 2011)
- Singam (Índia; 2010)
- Mission: Impossible – Ghost Protocol (Estados Unidos; 2010) filmado parcialmente em Dubai
- The Kingdom (Estados Unidos; 2007) filmado parcialmente em Dubai
- Risk (Indian; 2007)
- Arabikkatha (Índia) 2007
- Balram vs. Tharadas (Índia; 2006)
- Family: Ties of Blood (Índia; 2006) filmado parcialmente em Dubai
- Keif a o-Hal? (Arabia Saudita; 2006)
- 36 Chinesa Town (Índia; 2006) filmado parcialmente em Dubai
- The Killer (Índia, 2006) filmado parcialmente em Dubai
- Pehla Pehla Pyar (Paquistão; 2006) filmado parcialmente em Dubai
- Tarap (Paquistão; 2006) filmado parcialmente em Dubai
- Woh Lamhe (Índia; 2006) filmado parcialmente em Dubai
- Kisse Pyaar Karoon (Índia; 2005) filmado parcialmente em Dubai
- Chetna: The Excitement (Índia; 2005) filmado parcialmente em Dubai
- Deewane Foge Paagal (Índia; 2005) filmado parcialmente em Dubai
- El-Sefara fi El-Omara (Egipto; 2005) filmado parcialmente em Dubai
- Silsiilay (Índia; 2005) filmado parcialmente em Dubai
- Syriana (Estados Unidos; 2005) filmado parcialmente em Dubai
- Boom (Índia; 2003) filmado parcialmente em Dubai
- Pyar Hi Pyar Mein (Paquistão; 2003) filmado parcialmente em Dubai
- Talaash: The Hunt Begins... (Índia; 2003) filmado parcialmente em Dubai
- Code 46 (Reino Unido; 2003) filmado parcialmente em Dubai
- Chalo Ishq Larain (Paquistão; 2002) filmado parcialmente em Dubai
- Dil Vil Pyar Vyar (Índia; 2002) filmado parcialmente em Abu Dabi
- Dubai Return (Índia; 2005) filmado parcialmente em Dubai
- Maine Pyar Kyun Kiya? (Índia; 2005) filmado parcialmente em Dubai
- Mujhse Shaadi Karogi (Índia; 2004) filmado parcialmente em Dubai
- Market (Índia; 2003) filmado parcialmente em Dubai
- Om Jai Jagadish (Índia; 2002) filmado parcialmente em Dubai
- Hera Pheri (Índia, 2000) filmado parcialmente em Dubai
- Lahoo Ke Do Rang (Índia; 1997) filmado parcialmente em Dubai
- Vishwavidhaata (Índia; 1997)
- Naam (Índia; 1986) filmado parcialmente em Dubai

## Directores notáveis
- Abdullah Hasan Ahmed
- Abdulla Al Junaibi
- Abdulla Al Kaabi
- Ahmed Zain
- Ali F. Mostafa
- Jamal Salem
- Majid Abdulrazak
- Majid Al Ansari
- Nayla Al Khaja
- Nawaf Al-Janahi
- Saeed Salmeen Al-Murry
- Tariq Alkazim
- Rakan
- Waleed Al Shehhi